# Sipoteni, Călărași
Sipoteni este satul de reședință al comunei cu același nume  din raionul Călărași, Republica Moldova. Este situat pe șoseaua Călărași–Ungheni, la 12 km de centrul raional și la 58 km distanță de Chișinău.
Localitatea este menționată documentar în 1585.

## Geografie

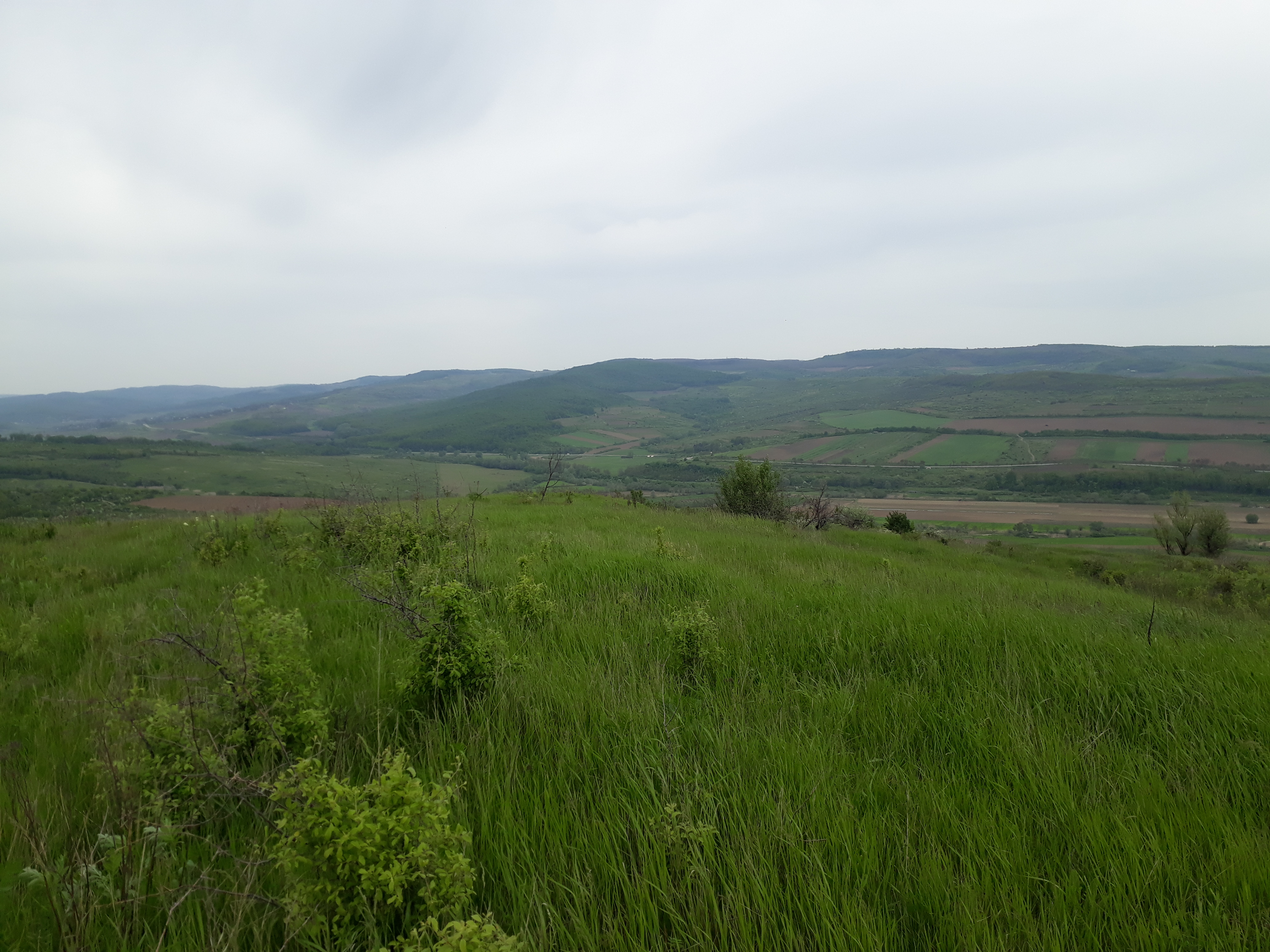
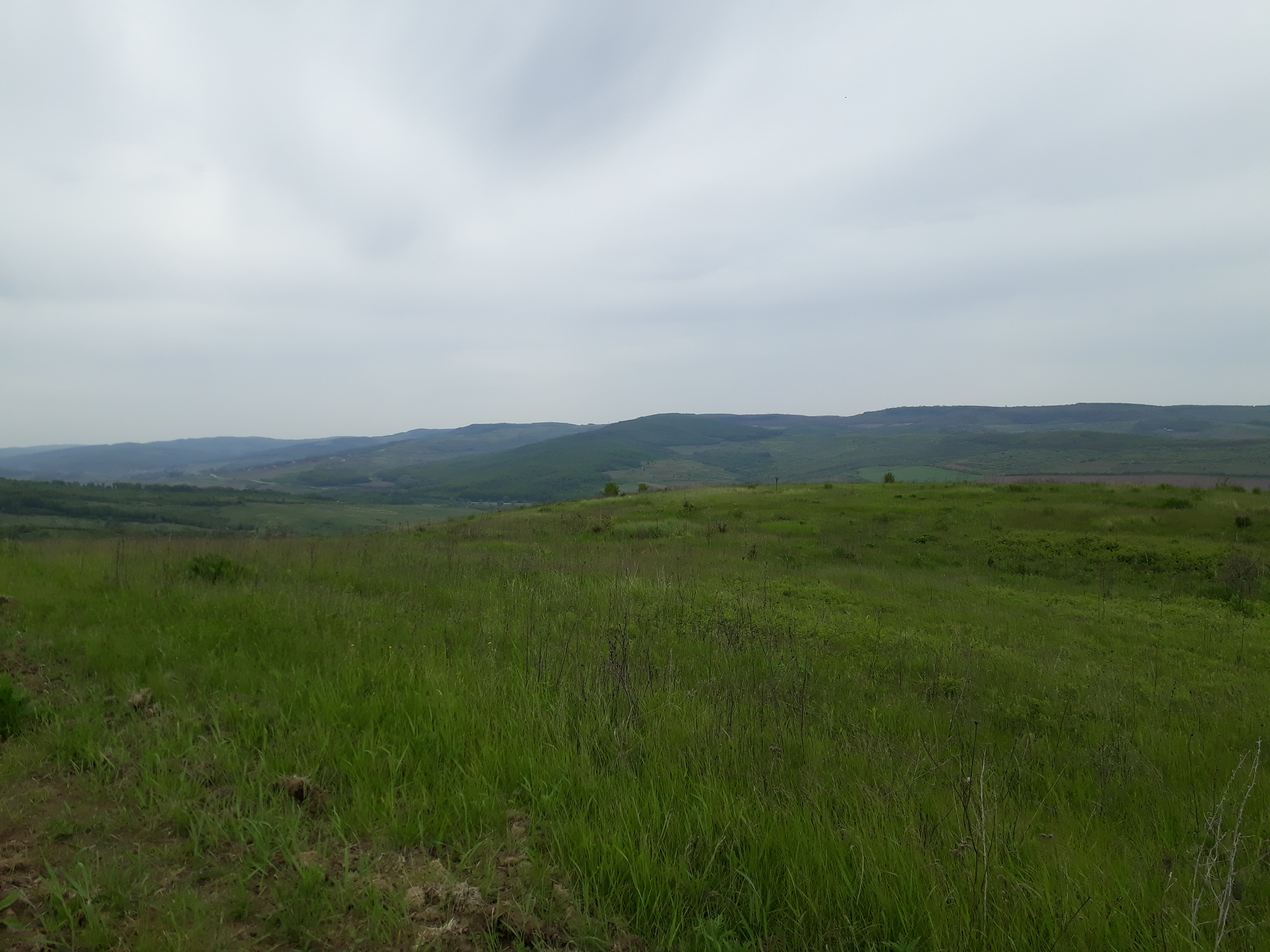
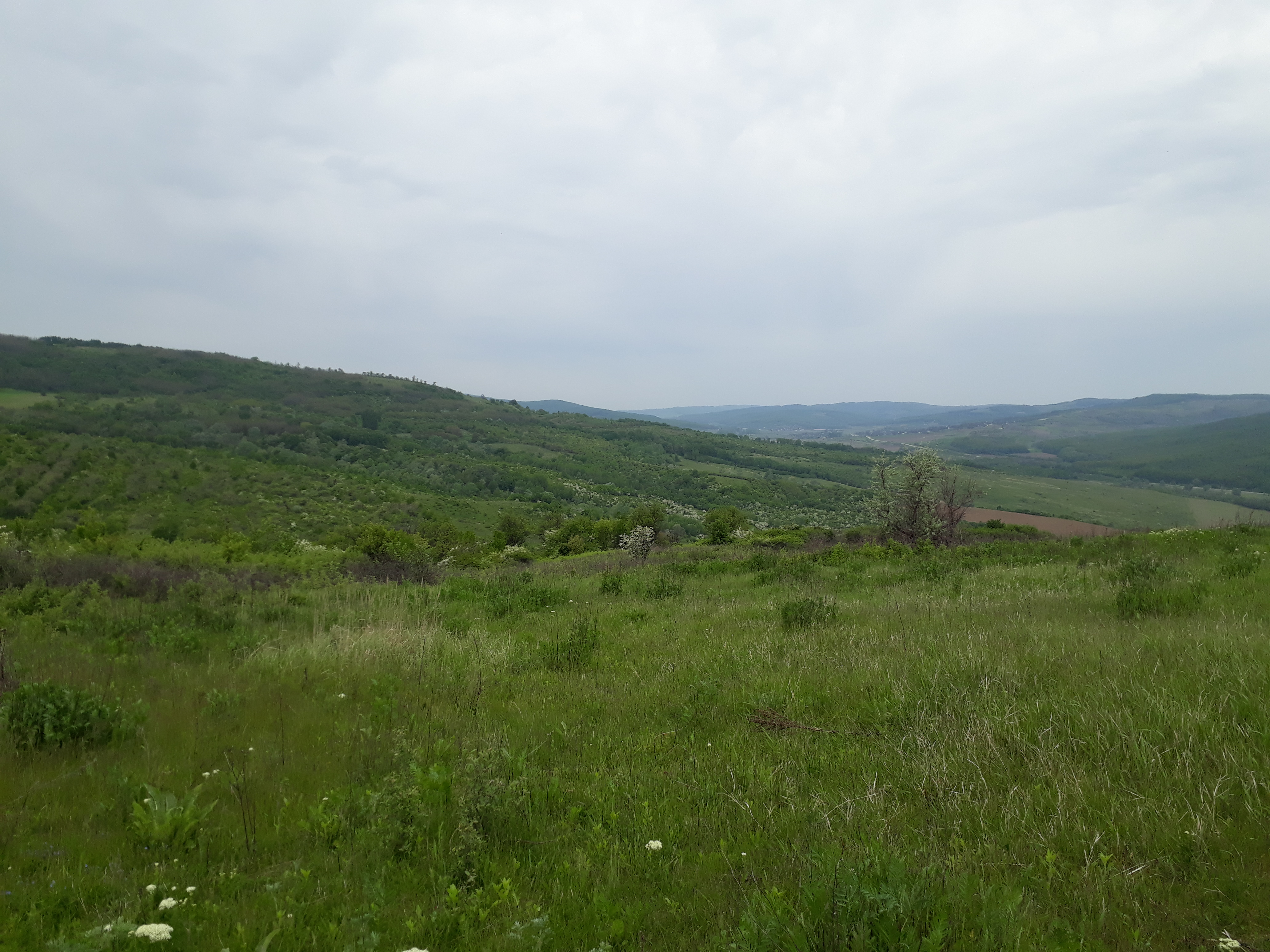
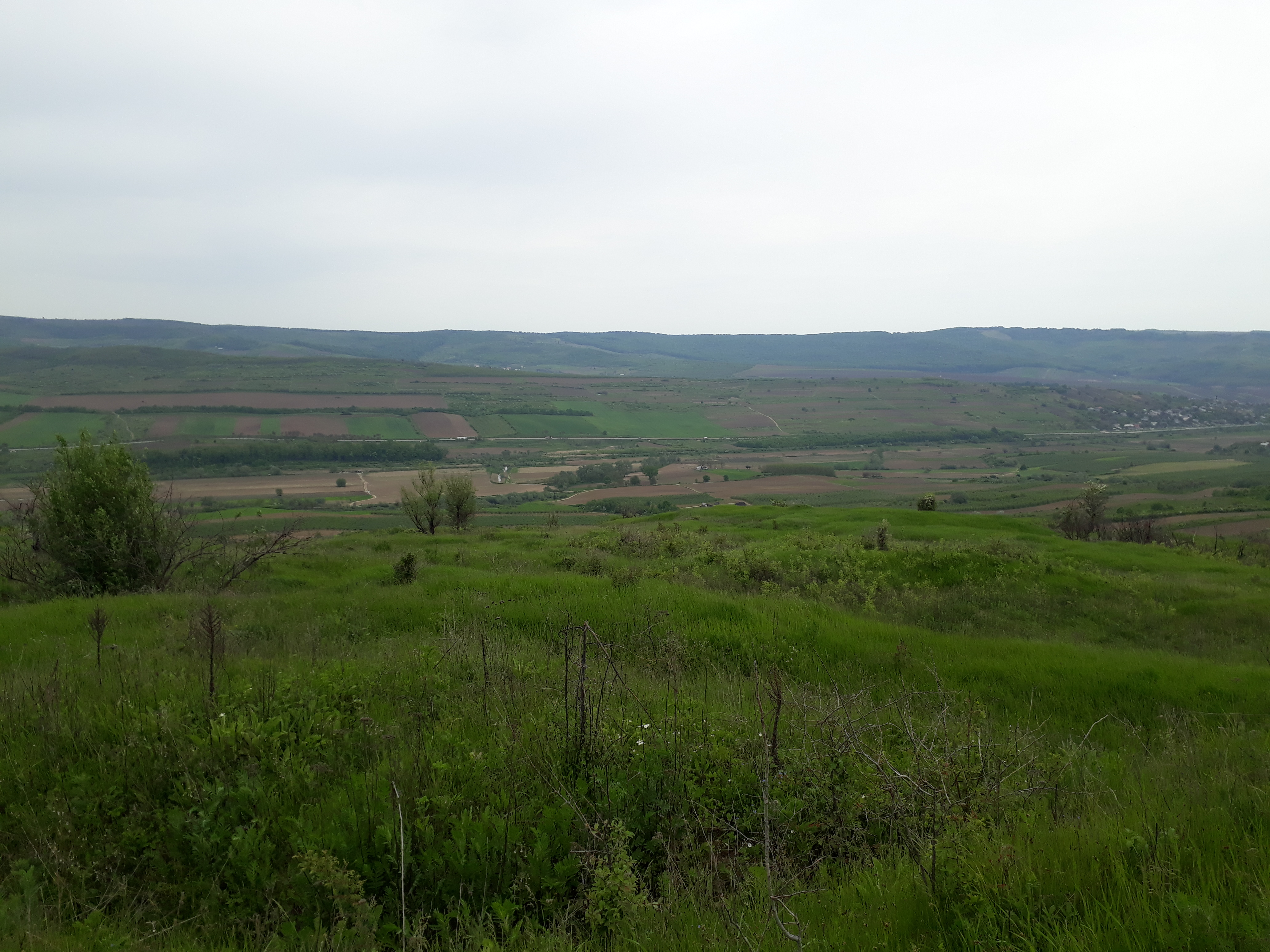
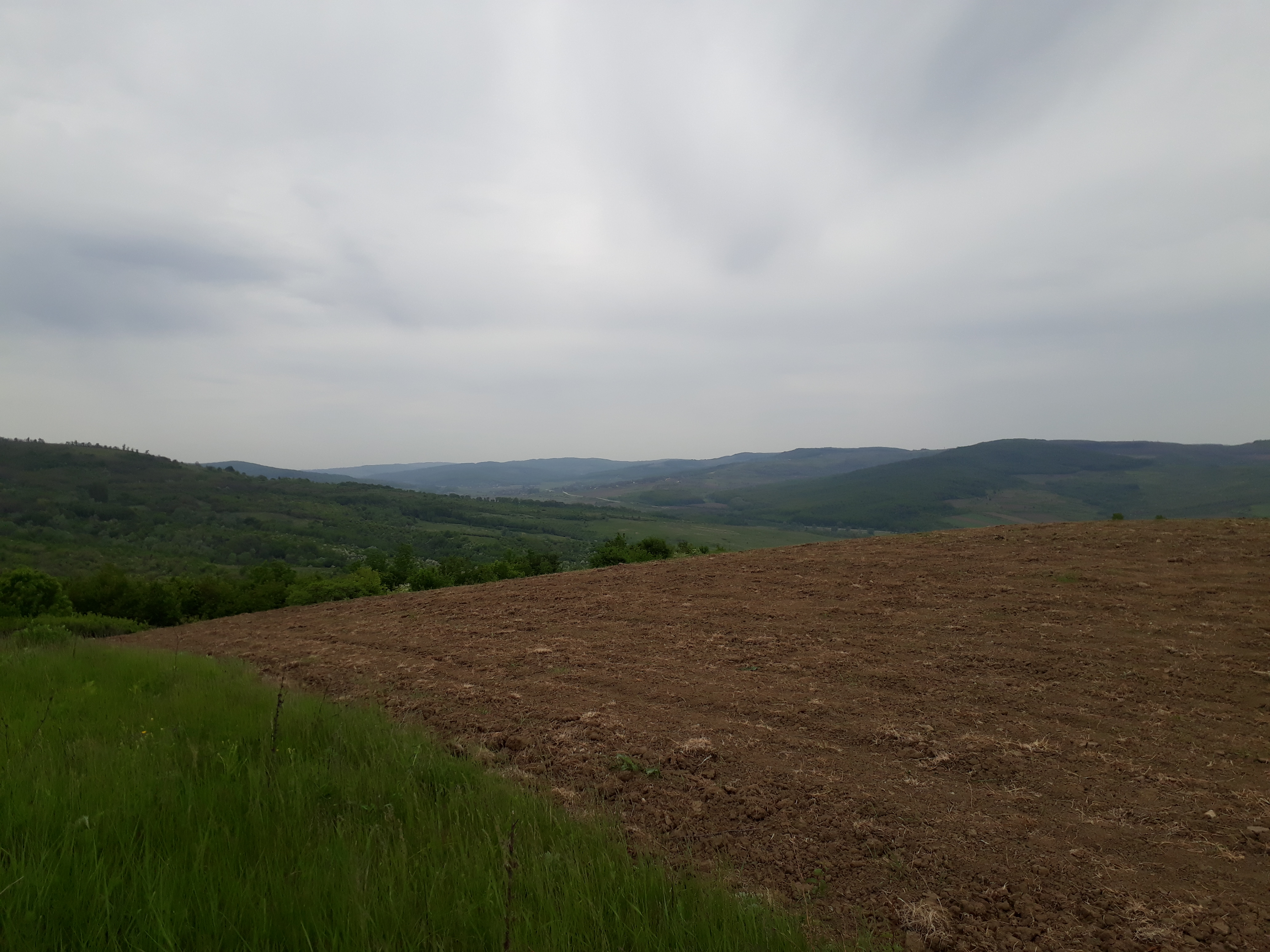
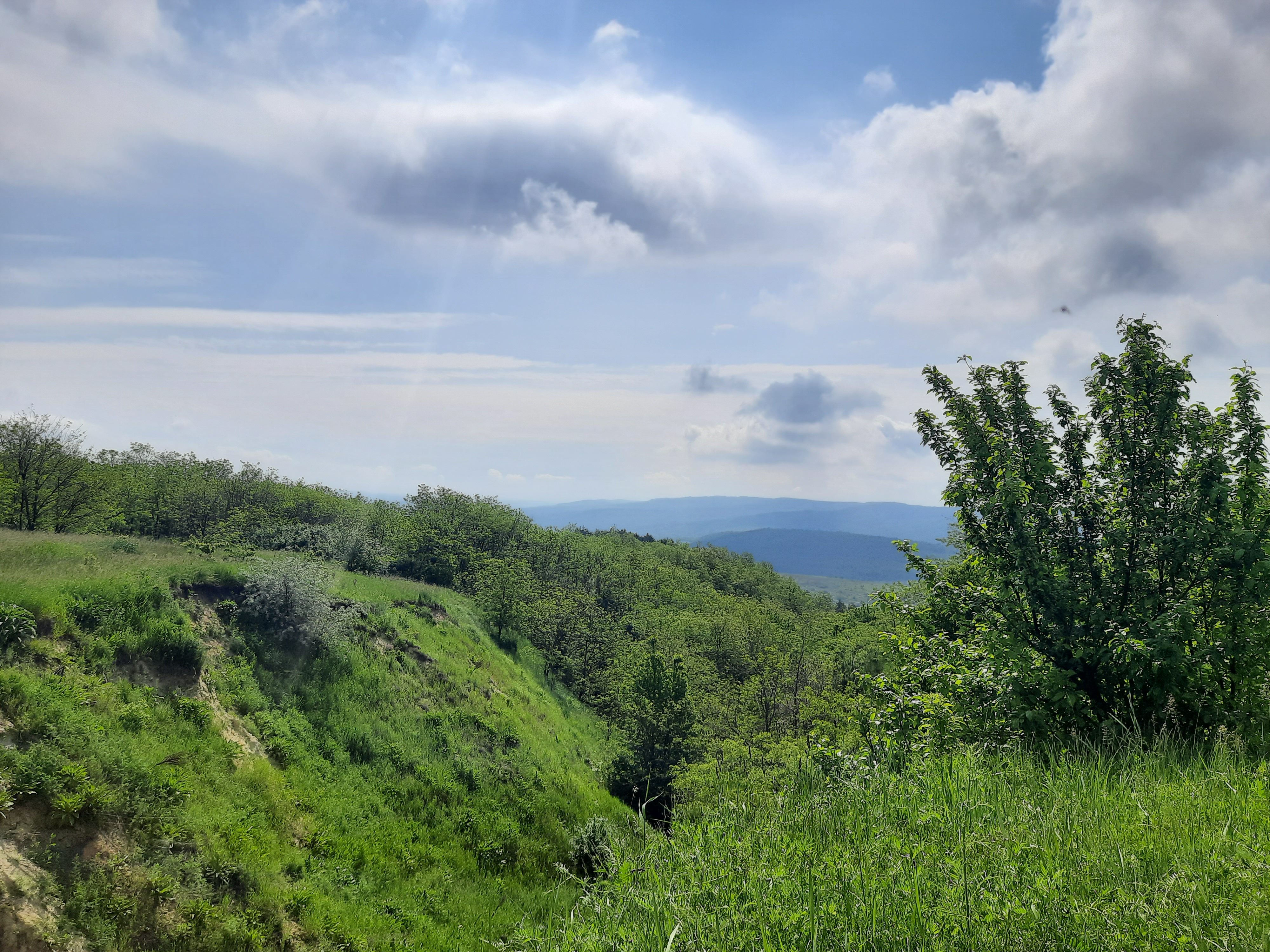

Sipoteni este înconjurat de 4 păduri, 3 de foioase și una de pini. Are un lac mare și un râu de 3 km, numit Pojarnița. La 1 km sud de sat este amplasată râpa „În Dos”, o arie protejată din categoria monumentelor naturii de tip geologic sau paleontologic.
Peisaj adiacent

## Istorie
Satul a fost întemeiat de 5 familii boierești, care au ajutat la formarea economiei satului si agriculturii. În 1904 satul avea 245 case, cu o populație de 2.920 persoane, și o școală rusă. Țărani posedau pământ de împroprietărire 400 desetine. Proprietara cu numele Sofie Budde avea 1.128 desetine. În afară de țărani, la Sipoteni erau și răzeși români, care posedau 1.989 desetine de pământ. În biserică se păstrau cărți vechi: Evanghelie (1775), Antologhion (1755), Octich (1774), Triod (1747). Erau trei cimitire cu pietre sepulcrale foarte vechi.
Primele lucrări de construcție a traseului Ungheni–Chișinău care trecea prin Sipoteni au început în anul 1955. 
Satul are 2 suburbii  — Tochile și Podlung (în ultima trăiesc 13 oameni, el a fost creat mai mult pentru comerț deoarece acolo se cresc legume). Ambele zone sunt în jurisdicția Sipoteniului.

## Economie
Economia s-a dezvoltat mai mult față de anii anteriori deoarece în sat sunt 15 magazine alimentare și un magazin industrial. A existat și o companie vinicolă care în prezent nu mai activează. În sat există o gospodărie care se ocupă cu creșterea pasărilor.

## Sport
Principalele sporturi practicate în Sipoteni sunt fotbalul, voleiul și taekwondo. Satul are echipa sa de fotbal, care participă în concursurile raionale, echipa de taekwon-do participând la concursuri naționale și internaționale în Polonia și Rusia.

## Galerie de imagini

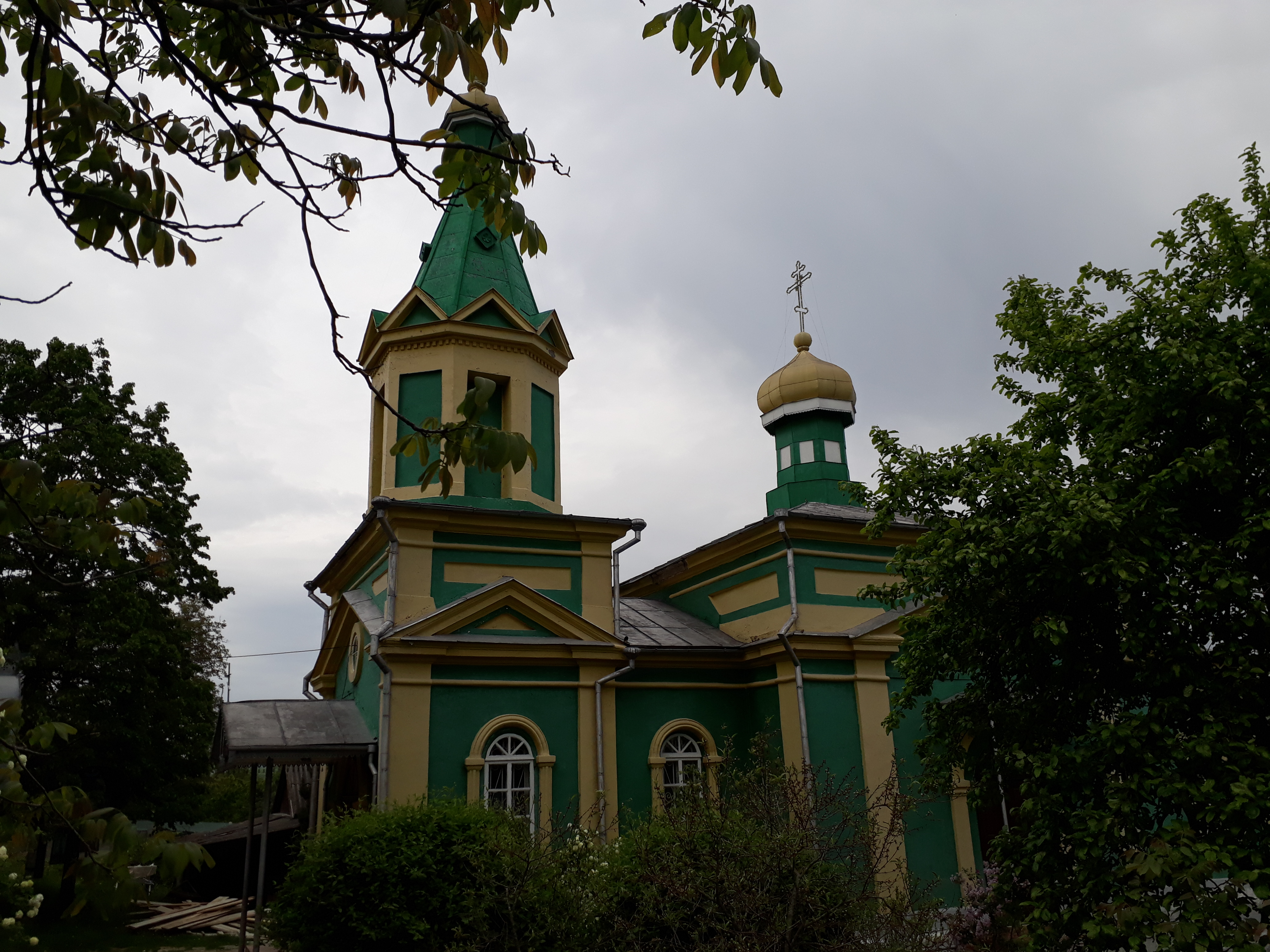
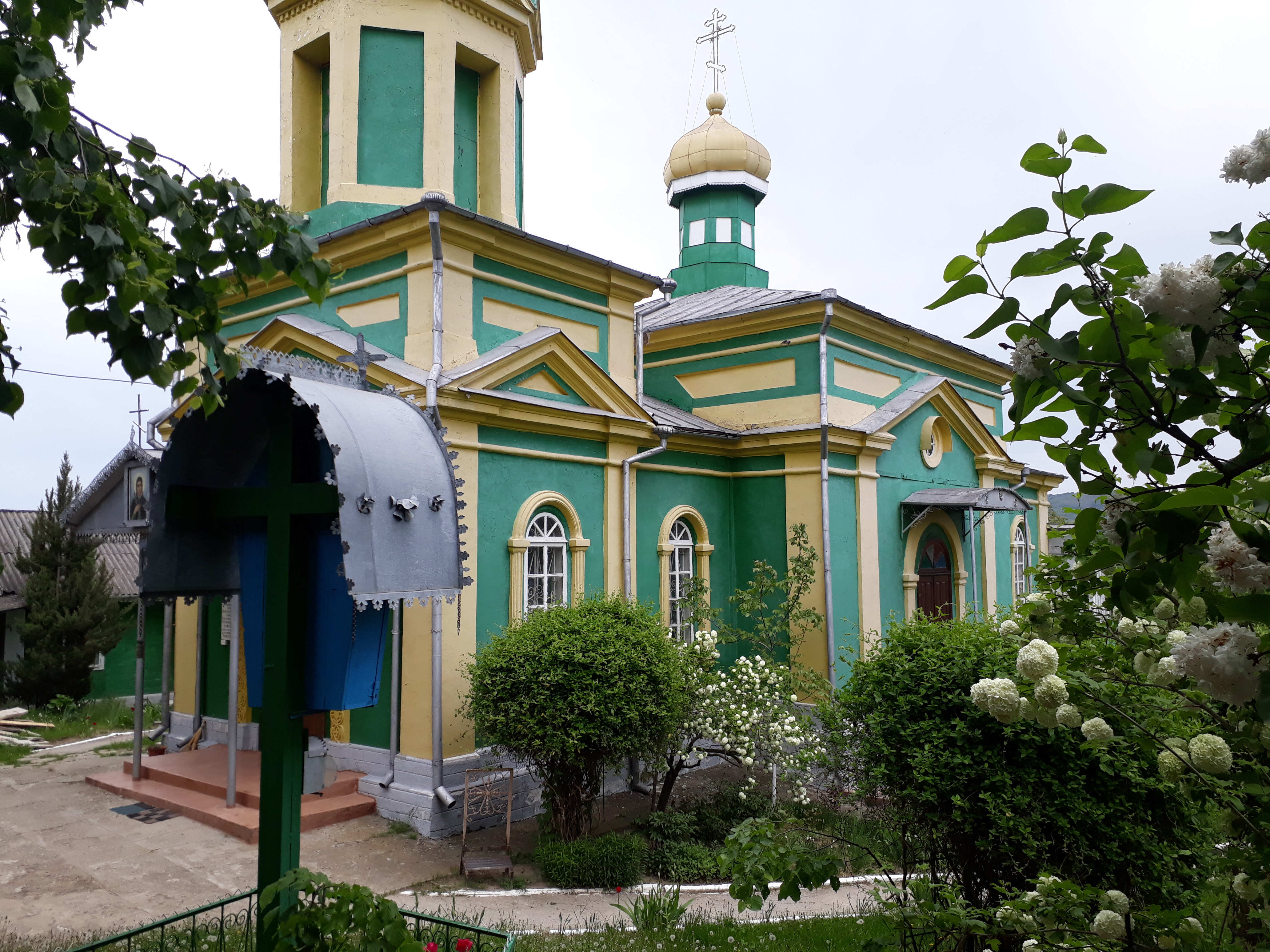
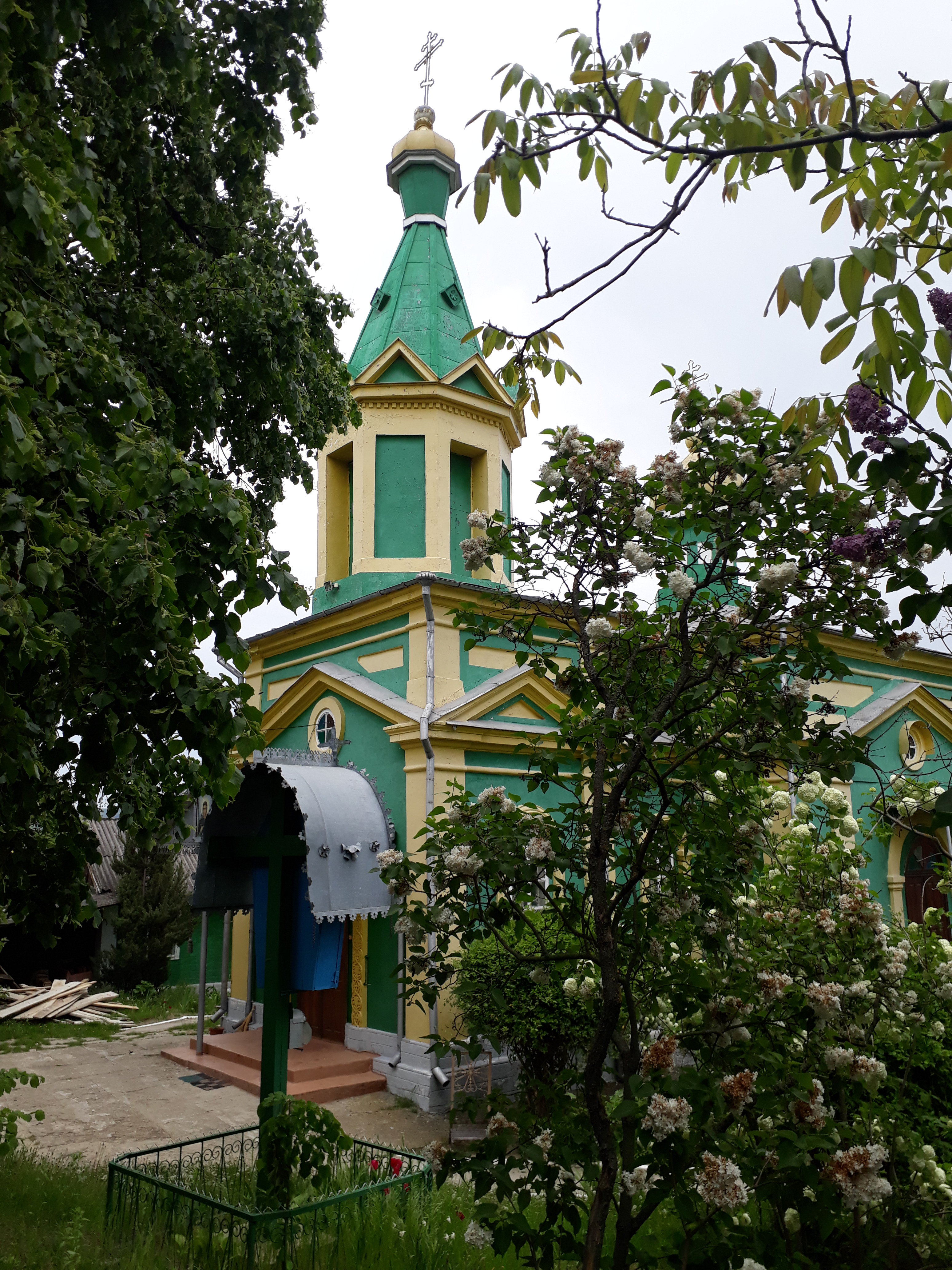
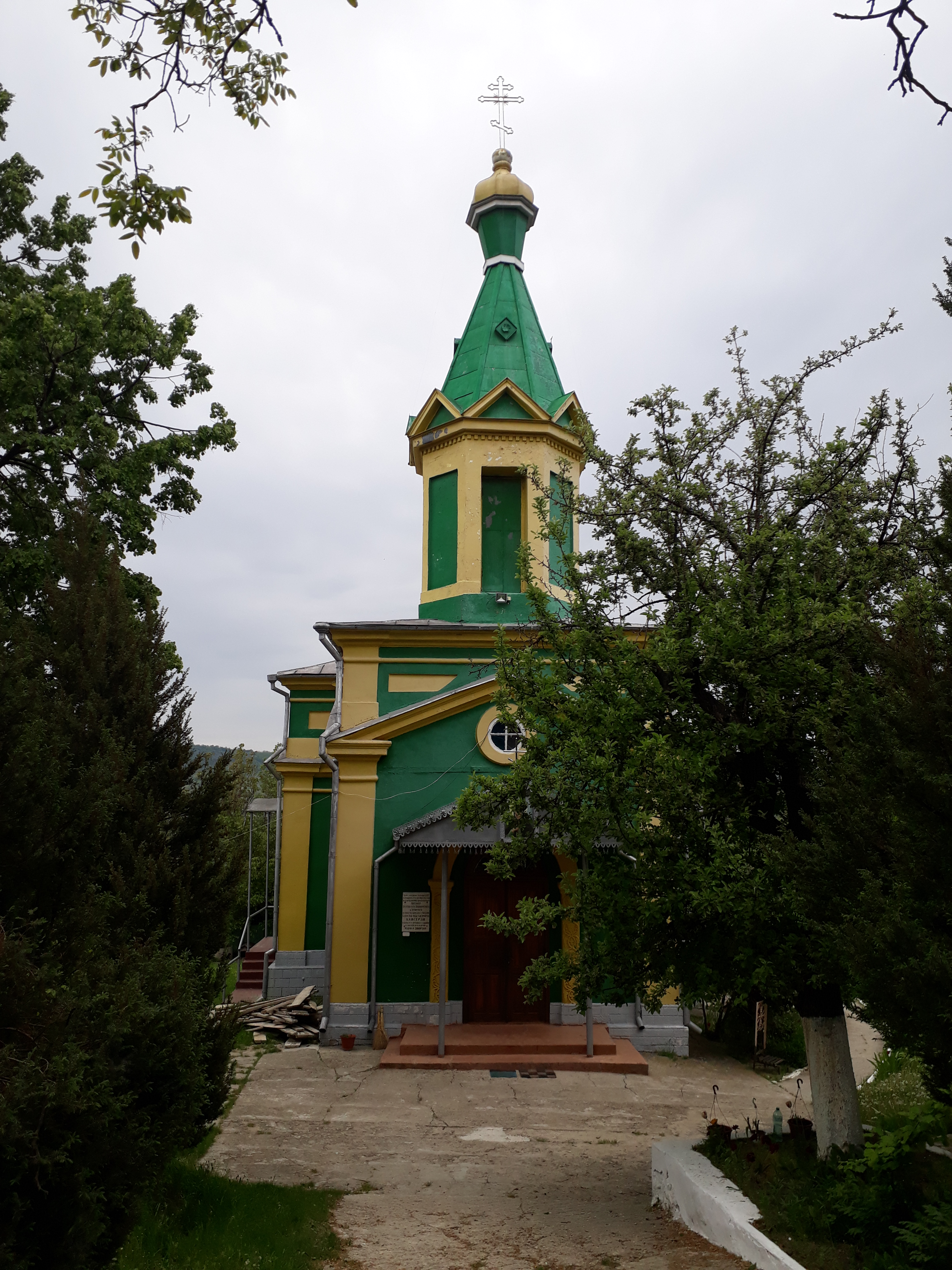
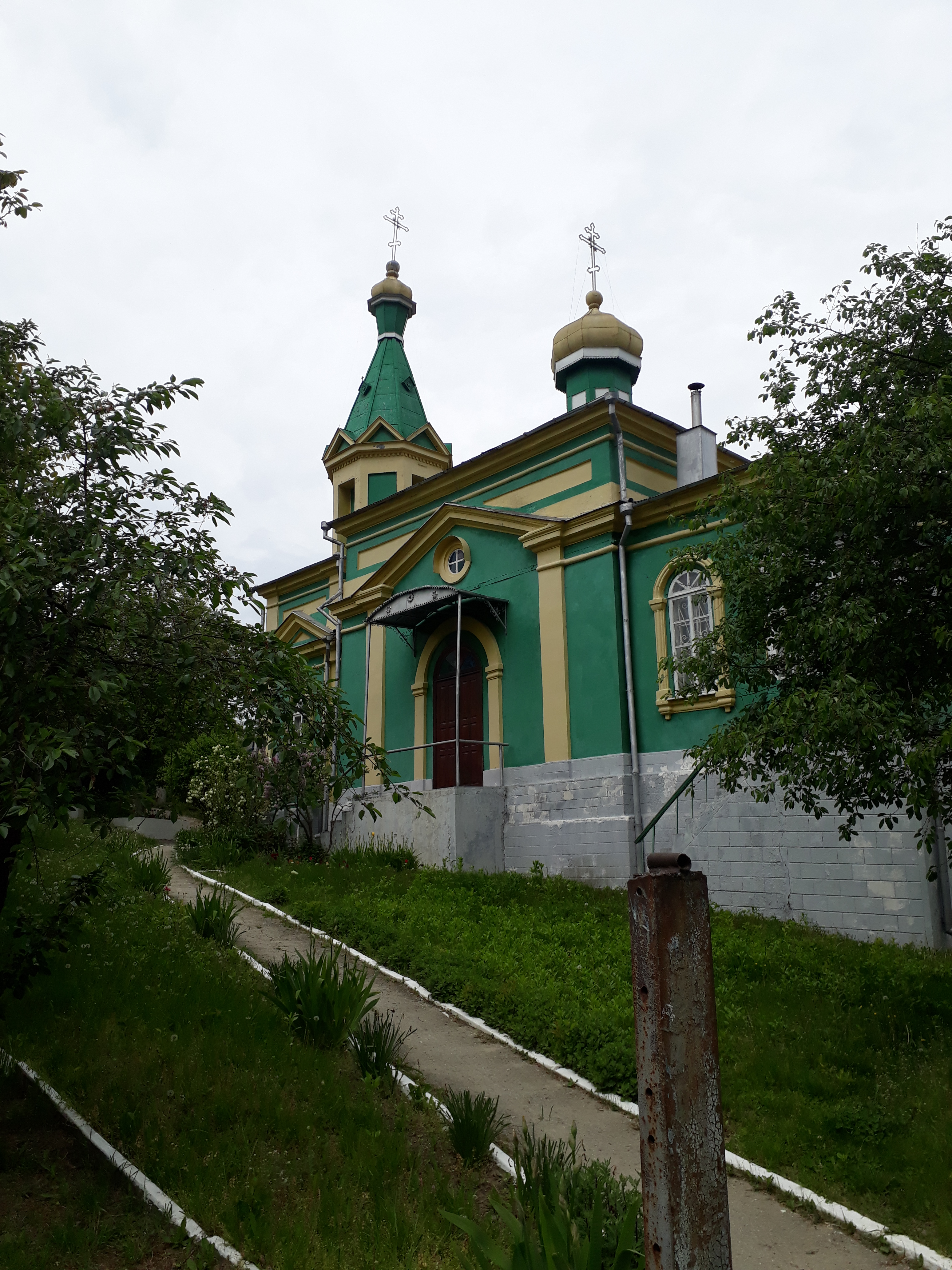
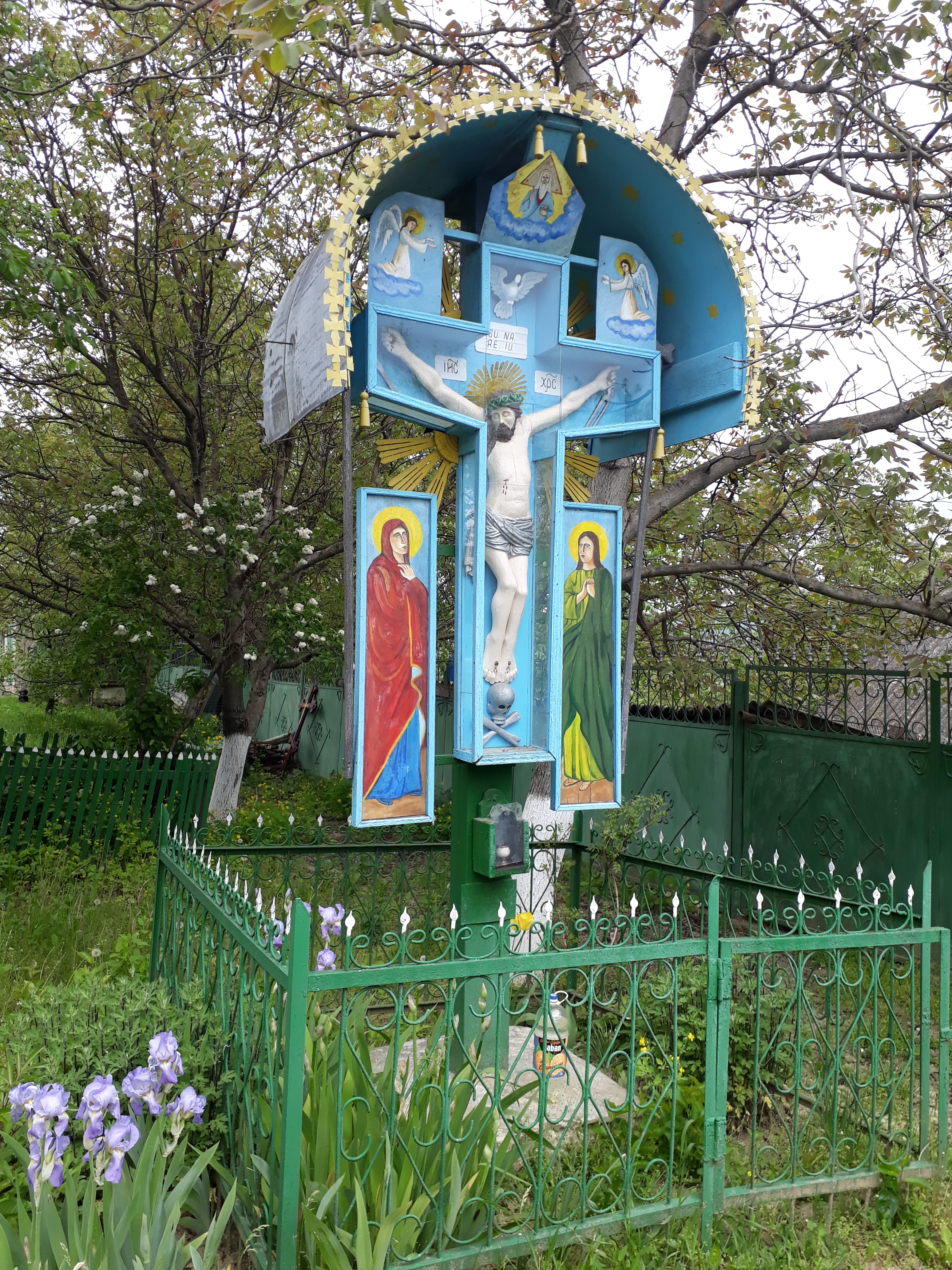

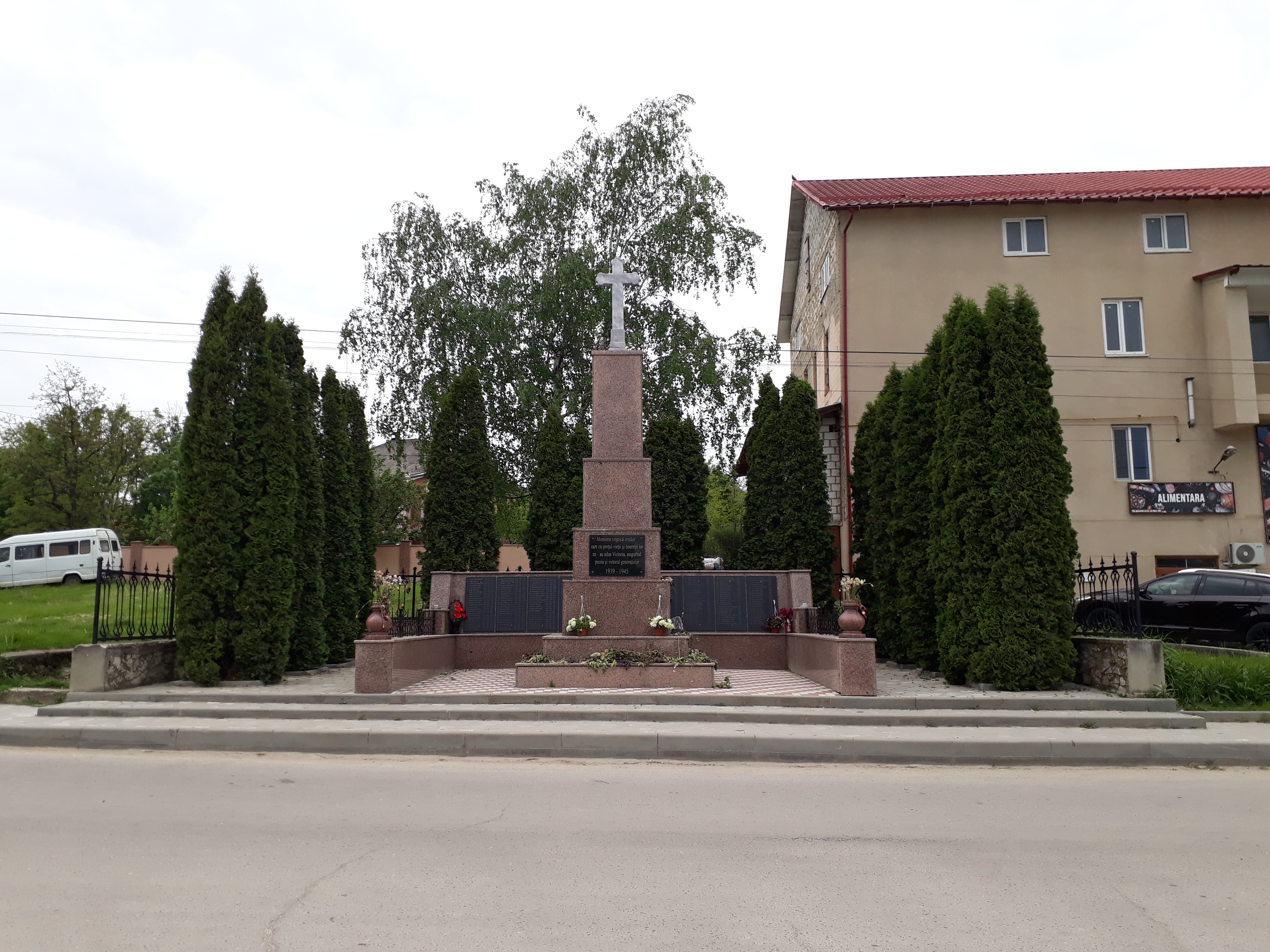
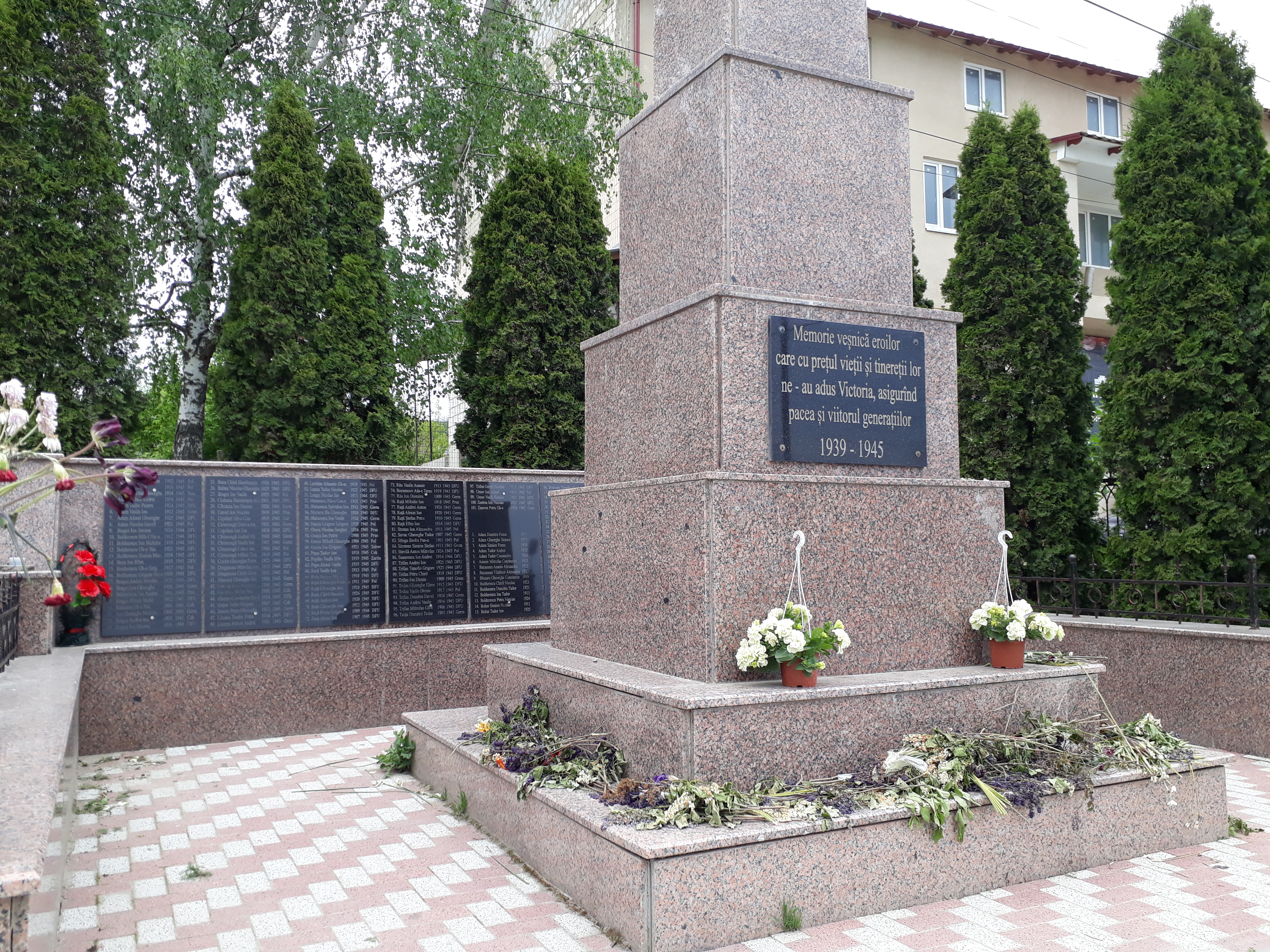
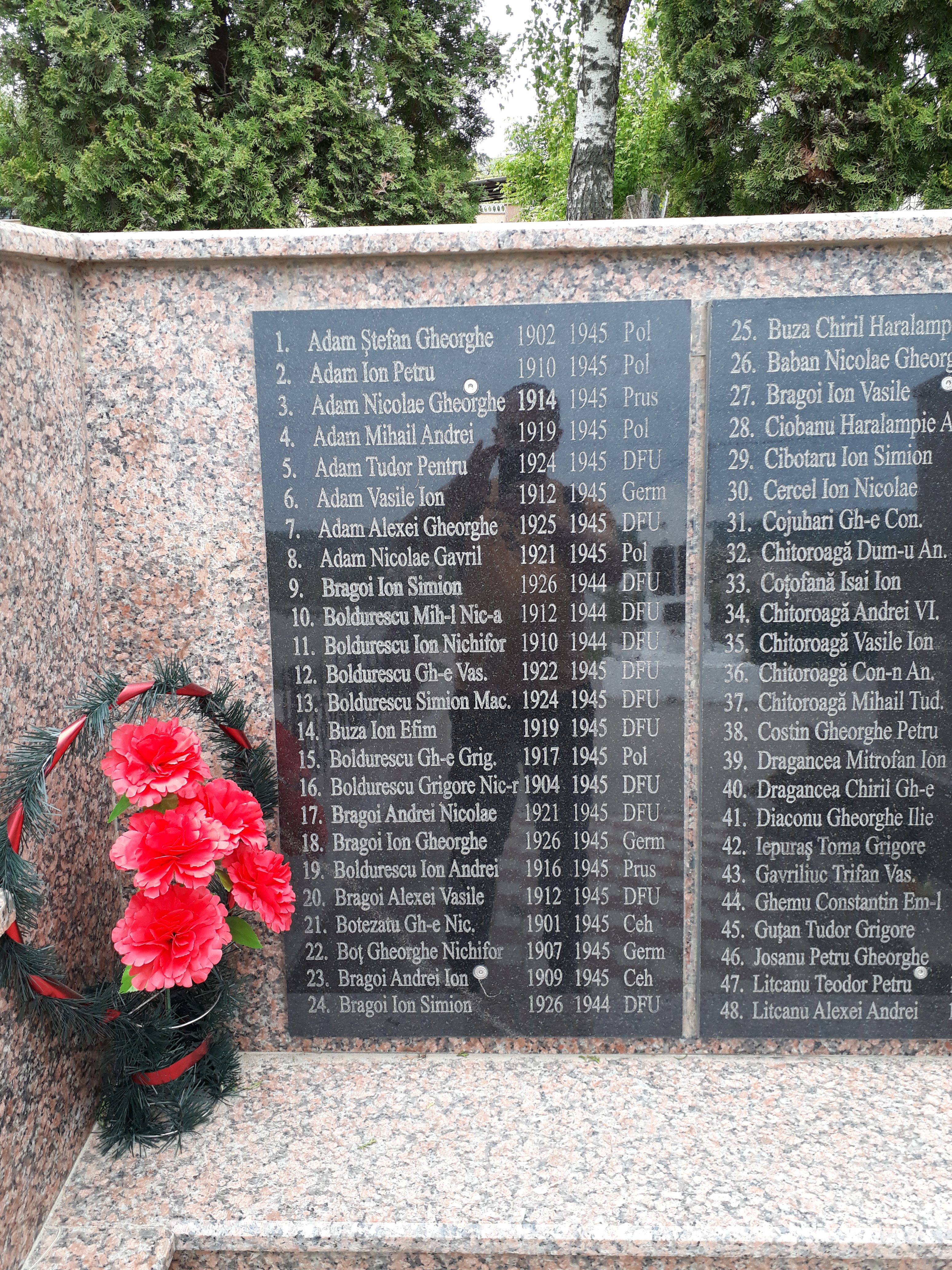
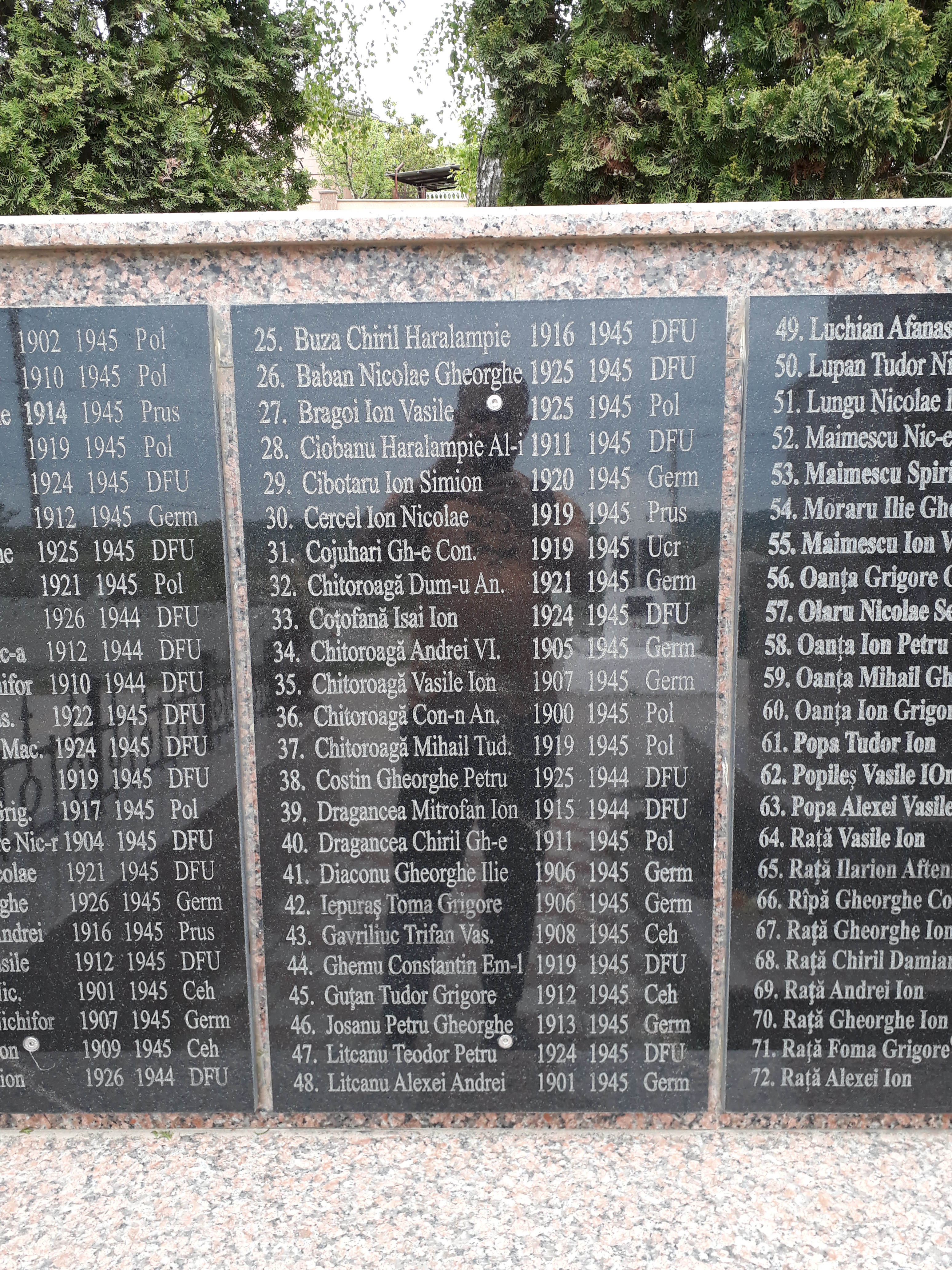
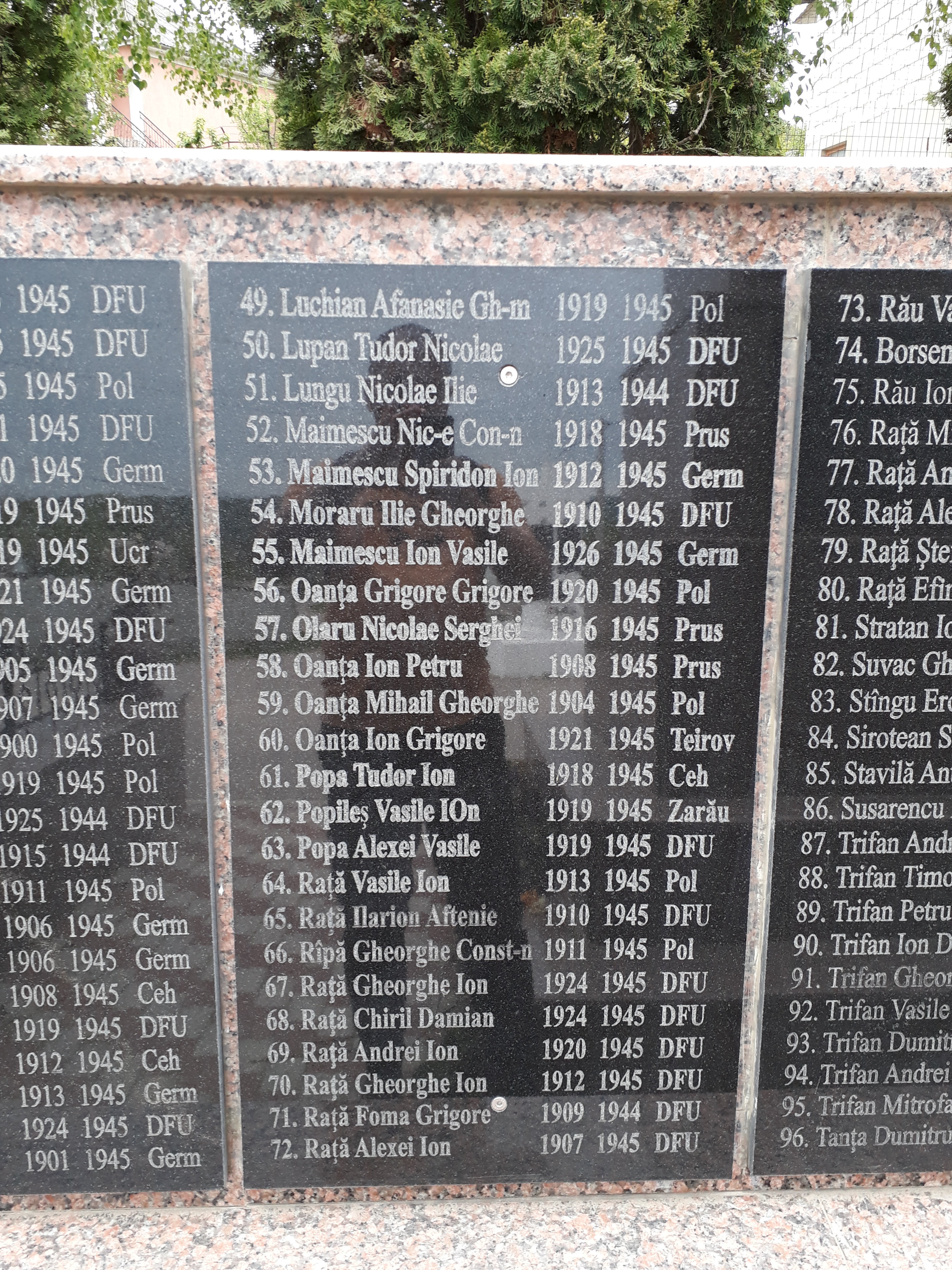
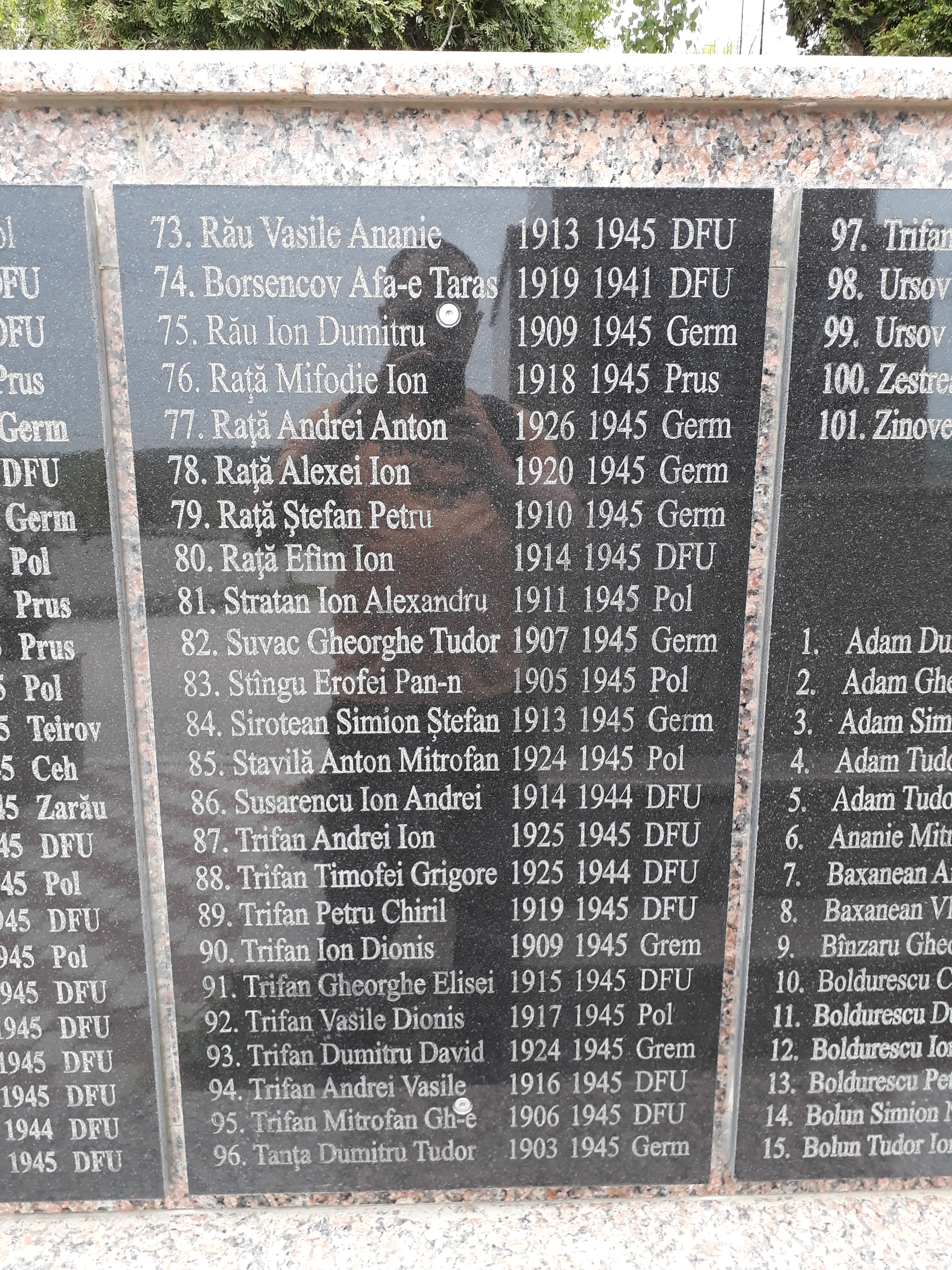

Biserica „Sf. Cuvioasă Paraschiva” din localitate, monument ocrotit de stat.
Memorialul consătenilor căzuți în Al Doilea Război Mondial.
Alte locuri

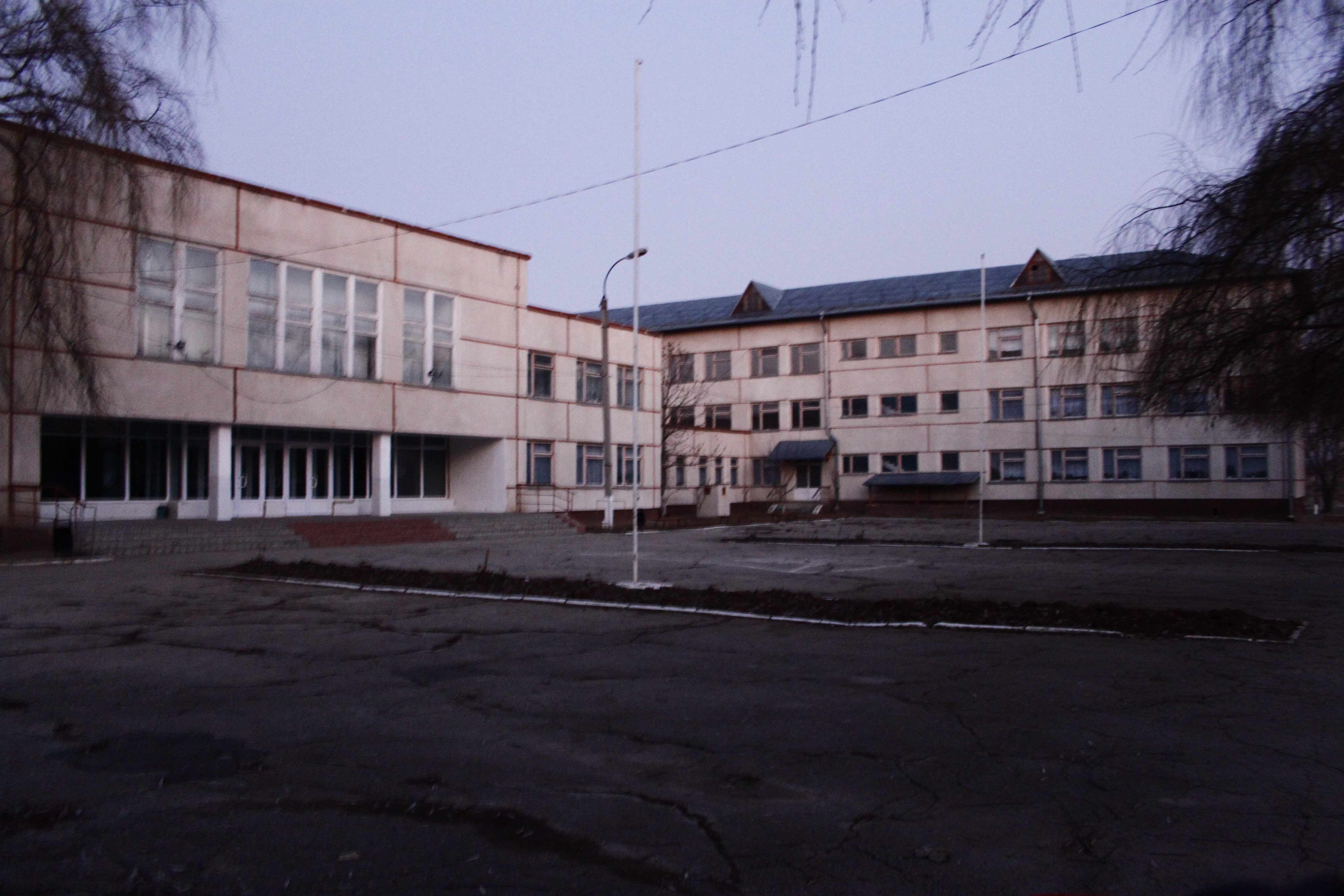
Liceul Teoretic „Mihai Eminescu” (înainte de restaurare).
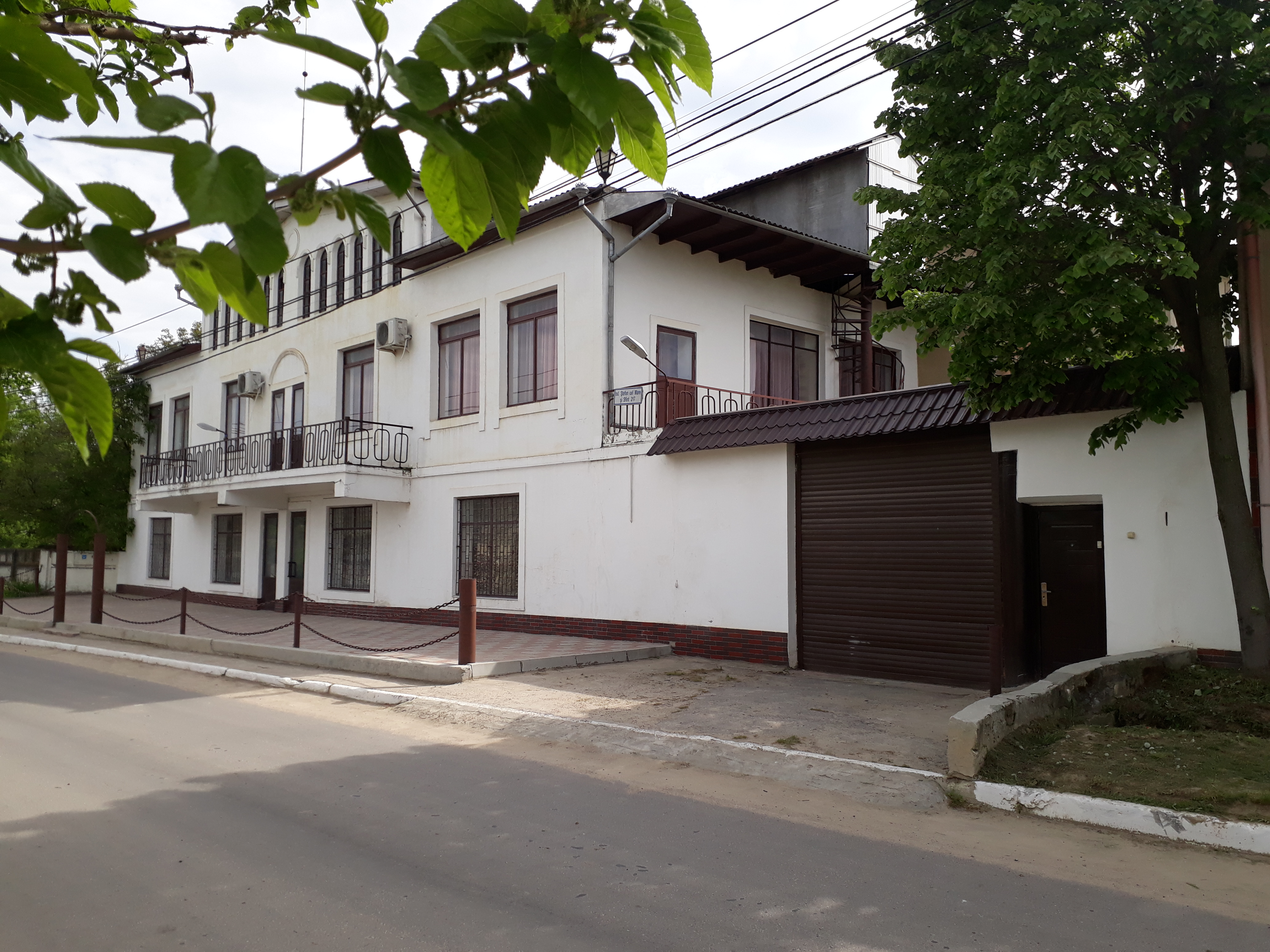
Moara cu aburi din localitate, monument ocrotit de stat.
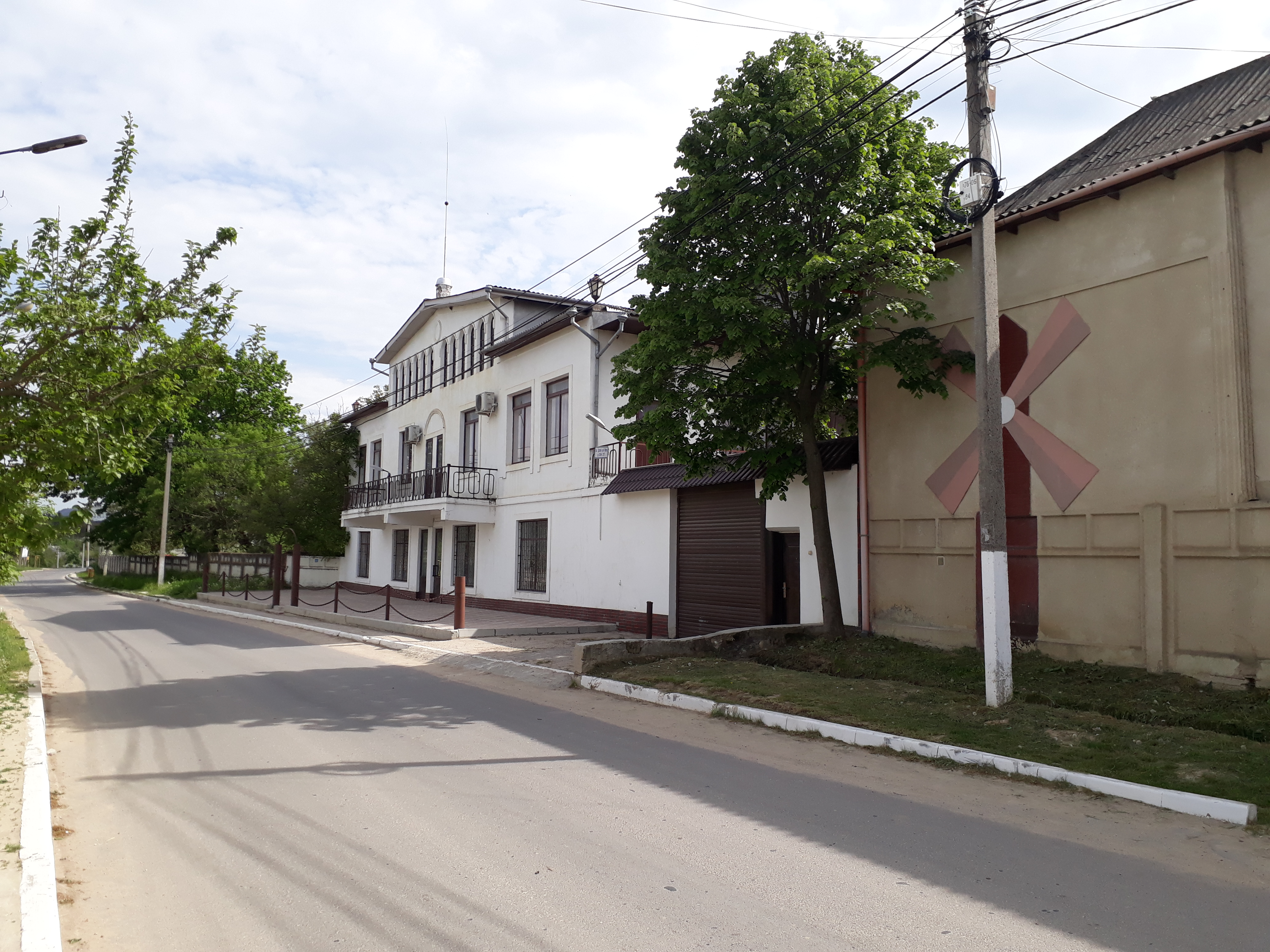
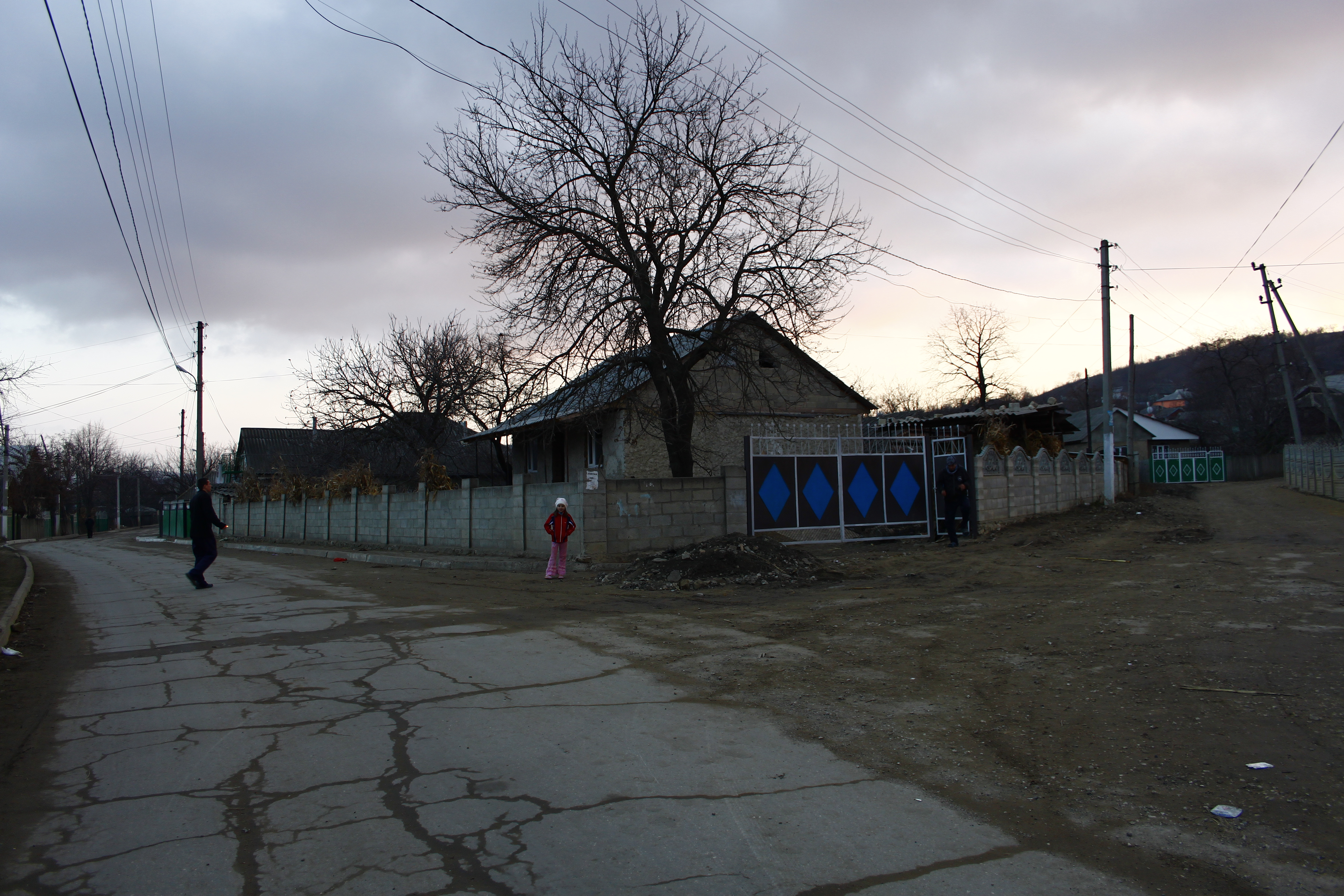
Străzi
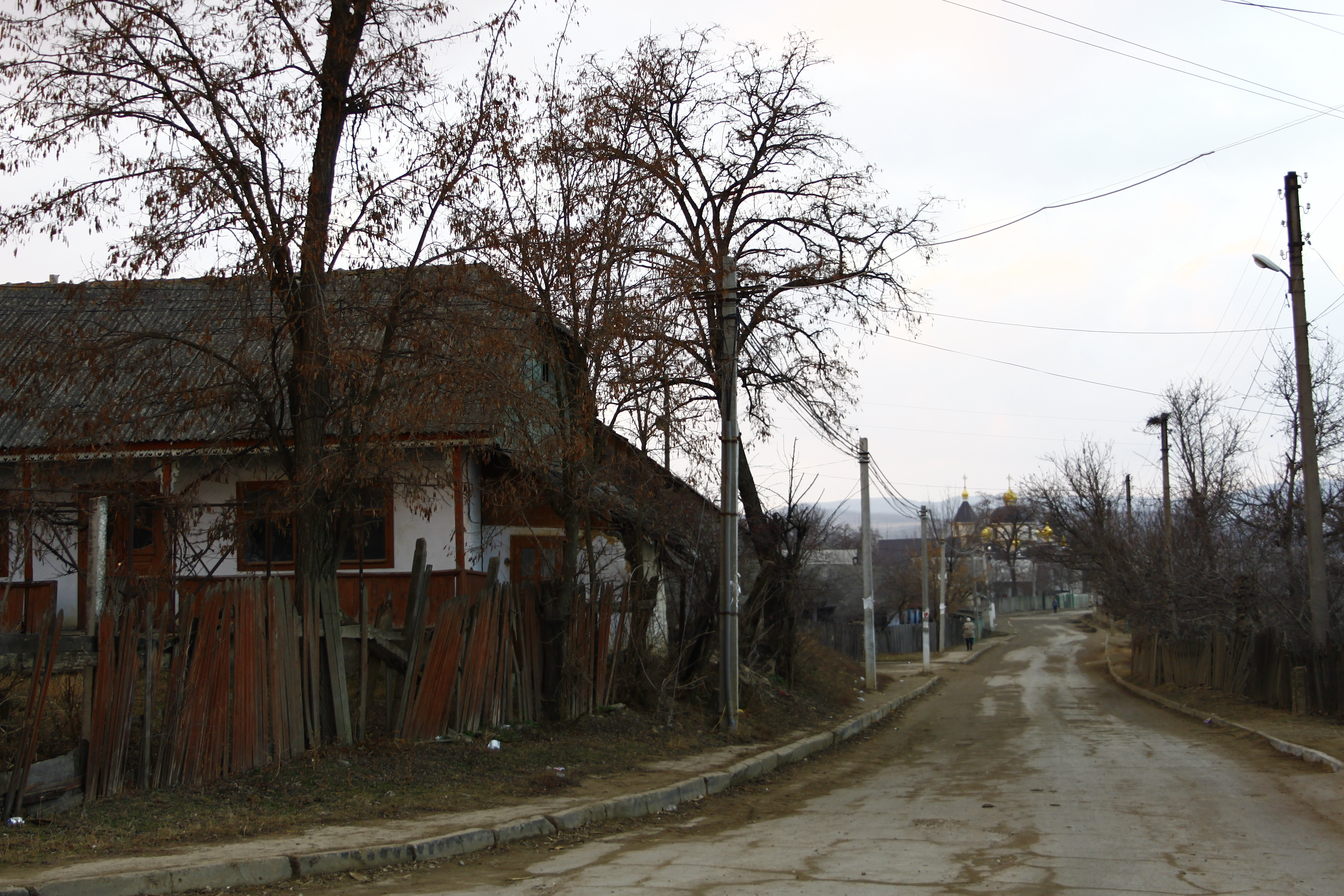